# Dokvijver
De Dokvijver (officieel: Het Oude Dok) is een vijver in Werkendam in de Nederlandse provincie Noord-Brabant. Rondom de vijver bevindt zich een park. De Dokvijver is populair bij sportvissers en in de winter deed deze dienst als ijsbaan.

## Historie
De Dokvijver is een restant van de oude Binnenhaven van Werkendam. In 1859 werd bij de Dokvijver een nieuwe sluis aangelegd. Nadat in 1948 buitendijks de Biesboschhaven werd aangelegd, verloor de Binnenhaven langzaam zijn belang. In de loop van de jaren vijftig werd het binnenhavengebied afgesloten en gedempt en de sluis gesloopt. De Dokvijver is echter overgebleven als een relict uit een waterrijk verleden van het Werkendamse dorpscentrum.
De Dokvijver is in 2009 en 2010 grondig gesaneerd, waarbij eveneens het omringende park een opknapbeurt heeft gekregen. 